# St. Michael (Rasch)

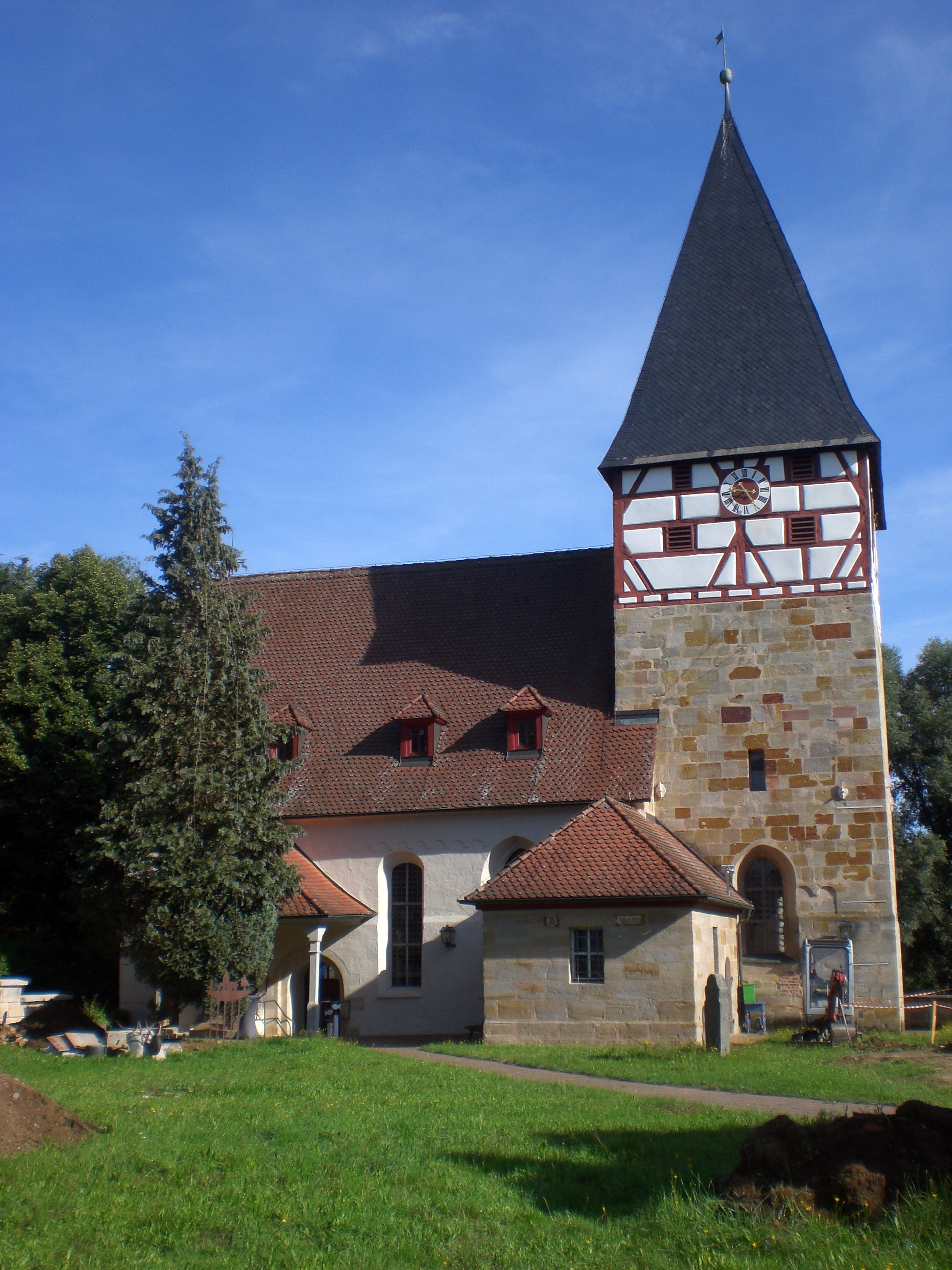
Pfarrkirche St. Michael in Rasch

Die Marienkirche ist eine evangelische Kirche in Rasch, einem Ortsteil der mittelfränkischen Stadt Altdorf bei Nürnberg. Die Adresse der Kirche ist Am Kirchenbühl 10 a, 90518 Altdorf.

## St. Michael

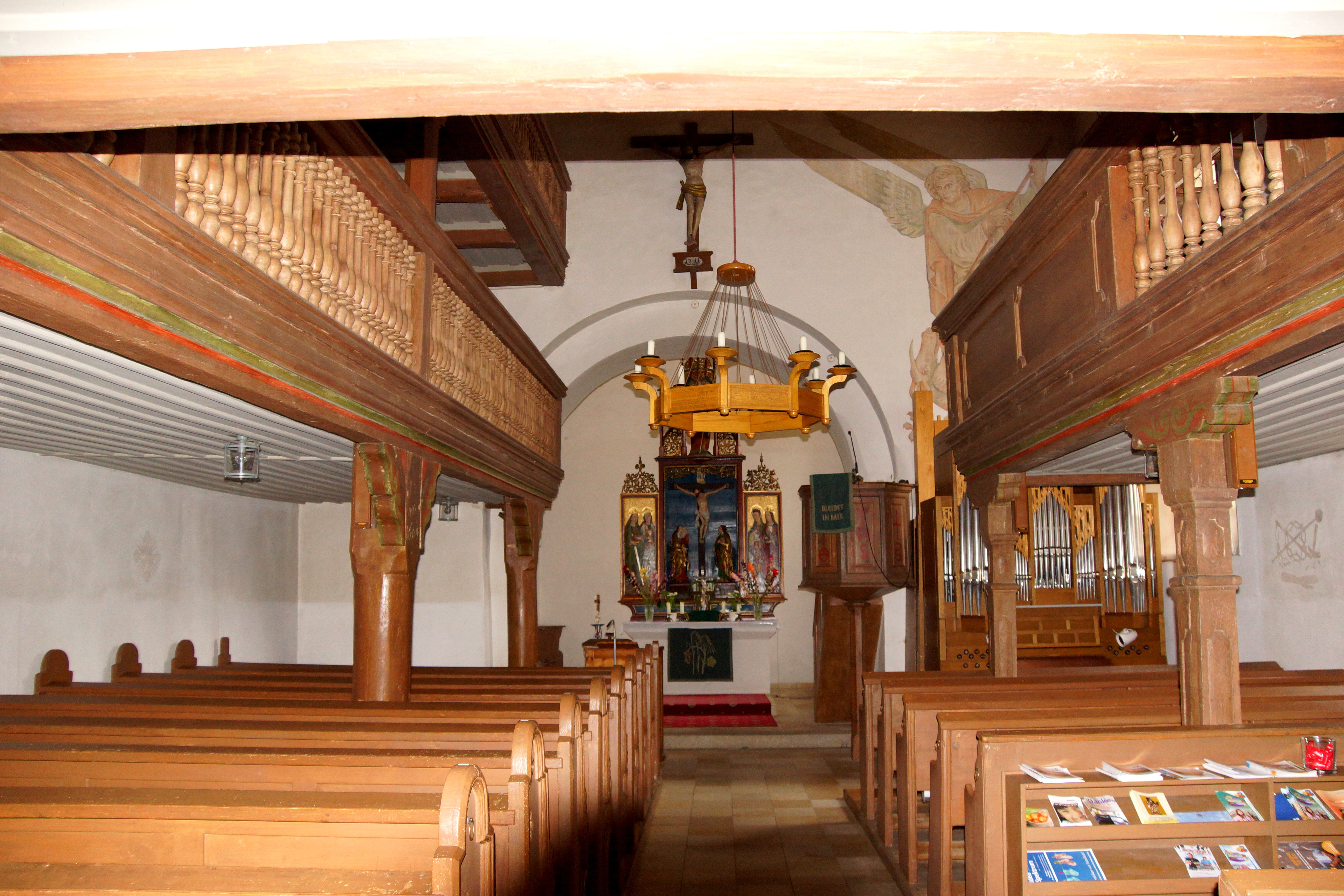
Innenraum

In Rasch befindet sich die sehenswerte evangelische Pfarrkirche St. Michael. Das Gebäude hat ein Langhaus mit einem quadratischen Chorturm und Spitzhelmdach. Sie ist die Mutterkirche von Altdorf und war als Urpfarrei für Feucht, Kornburg, Mögeldorf und Leinburg zuständig. Ihre Geschichte reicht bis ins 11. Jahrhundert zurück. Schon im 7./8. Jhdt. könnte eine erste Missionskirche an der frühen Flussufersiedlung entstanden sein. Wahrscheinlich war die von Bischof Gundekar II. im 12. Jahrhundert geweihte Kirche in Hagenhausen die Mutterpfarrei des Ministerialensitzes Rasch. Die Kirche St. Michael ist mit romanischen Rundbogenfriesen an den Außenwänden versehen. Der Umbau zu einer Kirchenburg mit Graben, Mauer und Torturm erfolgte wohl im 14. Jahrhundert. Der Flügelaltar aus dem Umkreis von Michael Wolgemut stammt aus dem 15. Jahrhundert, auf diesem sind vier Heilige mit ihren klassischen Erkennungszeichen zu sehen: Katharina mit Schwert und zerbrochenem Rad, Barbara mit Kelch und Hostie, Magdalena mit Salbenbüchse sowie Margarete mit einem kleinen Drachen.
Im Jahre 2011 wurde die Kirche renoviert.
Die Bauweise und Form der Kirche diente als Vorbild für die 1955 geweihte Martin-Luther-Kirche in Schwarzenbruck.
Die Kirche liegt am Fränkischen Jakobsweg.

## Schäferkapelle

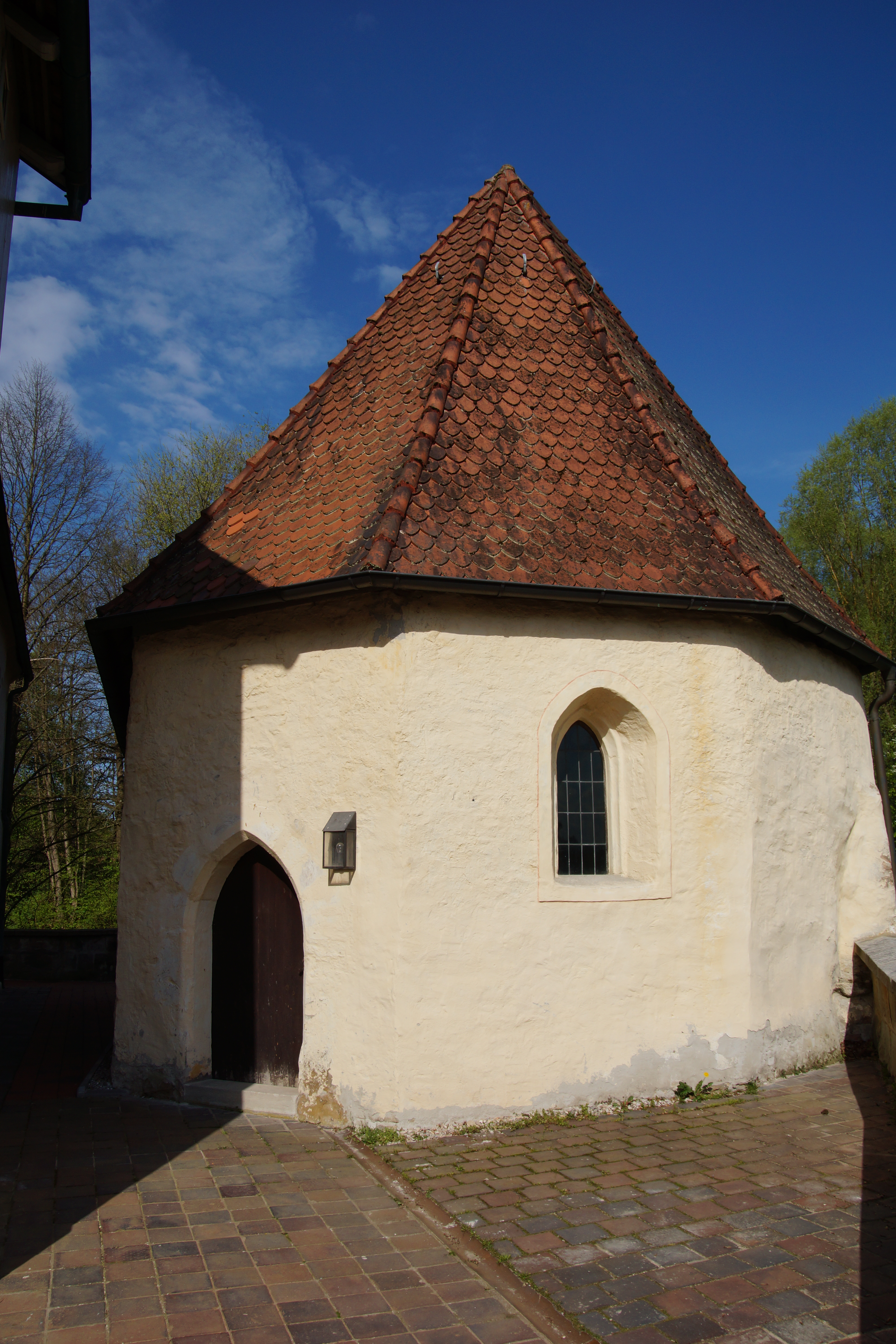
Schäferkapelle

Unmittelbar neben der Kirche befindet sich eine Kapelle, die sogenannte Schäferkapelle, die heute als Aussegnungshalle genutzt wird. Ihre Bauzeit wird im 14. Jahrhundert vermutet. Die Formen der gotischen Maßwerkfenster lassen sich in das 14. Jahrhundert datieren. Bei Probegrabungen im Nordteil des Chors 1983 zeigte sich, dass die Kapelle über einem älteren Friedhof errichtet ist. Im oberen Bereich der panierten Schuttschichten fanden sich außer einigen Münzen des 16. und 17. Jahrhunderts einige Dutzend Votivfiguren, Beschläge und Stücke von Hufeisen. Sie waren im Boden des Kirchenschiffs regellos verteilt und weit verstreut. Anscheinend wurden sie in nachreformatorischer Zeit bei Bauarbeiten im Kirchenschiff mit Bauschutt zugedeckt. Unter den Votiven fällt ein halbes Dutzend stehender menschlicher Figuren auf, die meist die Hände zum Gebet erheben oder zusammenlegen. Dazu kommt ein einzelner massiv geschmiedeter Kopf mit ausgeprägter Nase und deutlich eingepunzten Augen und Mund; außerdem zwei Beinvotive sowie eine Hand mit gespreizten Fingern, eine Schwurhand darstellend. Zahlreicher treten sechs bis acht Zentimeter große Votive von vierbeinigen Tieren auf. Nur bei wenigen Votiven lässt sich die Tierart annähernd bestimmen: bei den großen Votiven wohl Pferd, Esel oder Rind, einmal ein Schwein, bei den kleinen Votiven wohl Hunde und auch Schafe. Dies könnte die Überlieferung bestätigen, dass die Kapelle in Rasch früher von einheimischen Schäfern zur Andacht genutzt wurde. Ein Zusammenhang mit der Verehrung des Heiligen Leonhard wie in manchen Orten von der Oberpfalz bis nach Mähren scheint hier nicht gegeben zu sein. Archäologisch noch weniger andeuten oder gar erweisen lässt sich ein Bezug zu einer früheren Verehrung germanischer Gottheiten. Im 8. Jahrhundert – zu Zeiten des Frankenapostels Willibald von Eichstätt – wurde das Altdorfer Land christianisiert und Missionare haben den christlichen Glauben von der als Taufkirche genutzten Kapelle aus ins Umland verbreitet. Heute weist ein romanischer Taufstein auf die durchgeführten Ganzkörpertaufen hin. Die einfachen, an den Wänden befindlichen sieben Apostelkreuze wurden im Zuge der Renovierung in den 1950er Jahren freigelegt. Sie stammen wohl aus dem 18. Jahrhundert. Nach der Reformation wurde die Kapelle profaniert, diente zur Lagerung landwirtschaftlicher Erzeugnisse. Mit der Renovierung 1952 wurde sie zum Leichenhaus.

## Runen-Kontroverse
2014 interpretierte der Vertretungspfarrer Ulrich Kleinhempel die Zeichen über den Fenstern der Schäferkapelle als germanisch. Die Nord-Süd-Ausrichtung des Gebäudes sowie drei an den Außenmauern angebrachte Runen seien Anzeichen einer germanischen Kultstätte. Die drei oberhalb der Fenster dargestellten Schriftzeichen und Symbole sollen einen bildhaften Raben zeigen, der für Wodan steht, eine Othala-Rune (ᛟ) und eine Gebo-Rune (ᚷ). Nach Kleinhempels These diente der heidnische Tempel der Anbetung des höchsten germanischen Gottes Wodan (Odin). Die Schäferkapelle fungierte als Weihestätte und auch Opfergaben wurden hier dargebracht. Nach dieser These sei die Kapelle im süddeutschen Raum einzigartig. Lediglich wenige vergleichbare Relikte wären aus der Gegend des linken Niederrheins bekannt.
2014 prüfte das Landesamt für Denkmalpflege Kleinhempels These. Die Fachleute widersprechen der These, da sie keinerlei Bezüge zu Germanen und Wodanskult erkennen. Die gefundenen Figuren seien Grabbeigaben aus dem späten Mittelalter. Die Runen seien Zierformen, die auch über gotischen Steinportalen, wie beispielsweise in Dinkelsbühl, häufiger vorkommen.

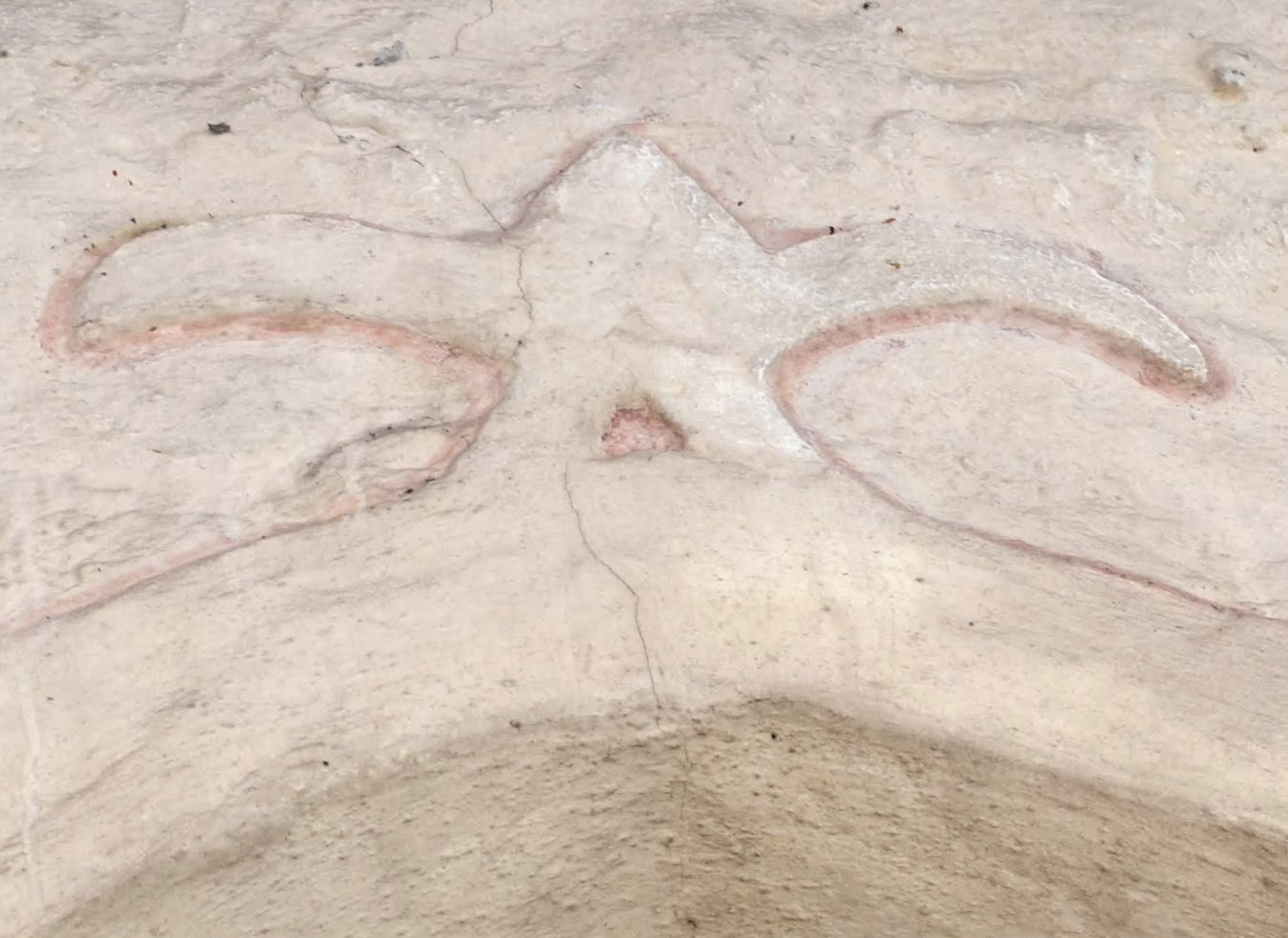
Rune mit Raben-Darstellung an der Schäferkapelle in Rasch